# Albaladejo del Cuende
Albaladejo del Cuende é um município da Espanha, na província de Cuenca, comunidade autônoma de Castela-Mancha. Tem 55,2 quilômetros quadrados de área e em 2021 tinha 236 habitantes (densidade: 4,3 hab./km²). Limita com os municípios de Belmontejo, La Parra de las Vegas, San Lorenzo de la Parrilla, Las Valeras e Villaverde y Pasaconsol. 